# Univision tlnovelas
Univision tlnovelas est une chaîne de télévision par câble américaine en langue espagnole lancée le 1er mars 2012 dont le siège est basé à Miami en Floride. Elle est la propriété du groupe Univision Communications.